# Aasbüttel
Aasbüttel (niederdeutsch: Aasbüddel) ist eine Gemeinde im Kreis Steinburg in Schleswig-Holstein.

## Geografie

### Geografische Lage
Das Gemeindegebiet von Aasbüttel erstreckt sich im Bereich der naturräumlichen Haupteinheit Heide-Itzehoer Geest nordwestlich von Schenefeld. Das Gebiet auf der Hohen Geest in Westholstein befindet sich an der Wasserscheide zwischen den Flüssen Elbe, Stör und (historisch) Eider (inzwischen Nord-Ostsee-Kanal).

### Gemeindegliederung
Neben dem namengebenden Dorf werden auch Siedlungsteile der westlich des Aasbütteler Forsts gelegenen exklavierten Häusergruppe Keller als Wohnplatz der Gemeinde Aasbüttel zugerechnet.

### Nachbargemeinden
Unmittelbar angrenzende Gemeindegebiete von Aasbüttel sind:
|          | Thaden                                      |             |
| Bokhorst | Kompassrose, die auf Nachbargemeinden zeigt | Warringholz |
|          | Schenefeld (OT Siezbüttel)                  |             |

## Geschichte
Im Jahre 1576 wird die Gemeinde erstmals als Astebutel erwähnt und gehört zu den Büttel-Ortschaften. Durch den Ort führte der historische Ochsenweg von Itzehoe über Hadenfeld, Siezbüttel, Aasbüttel und Keller Richtung Schleswig-Holsteinische Westküste. Reisende auf dem Ochsenweg übernachteten im Gasthaus „Zur Erholung“ in Aasbüttel.

## Politik

### Gemeindevertretung
Bei der Kommunalwahl am 14. Mai 2023 wurden insgesamt sieben Sitze vergeben. Diese fielen erneut alle an die Allgemeine Wählergemeinschaft Aasbüttel. Die Wahlbeteiligung betrug 61,3 %.

### Wappen
Blasonierung: „In Blau eine erhöhte goldene Spitze, darin ein schmaler durchbrochener Wellenfaden, daraus ein grünes Eschenblatt wachsend.“
Die Grundfarbe Gelb bezieht sich auf die naturräumliche Lage der Gemeinde. Der Keil im Schildhaupt soll auf dem Rücken eines lang gestreckten Höhenzuges hinweisen. Der Höhenzug bildet eine bedeutende Wasserscheide zwischen Stör und Elbe und dem ehemaligen Einzugsgebiet der Eider, das heute durch den Nord-Ostsee-Kanal gebildet wird, was durch den unterbrochenen Wellenfaden im Schildfuß symbolisieren werden soll. Der Ortsname Aasbüttel leitet sich her von Asch (Esche) und Büttel (Siedlung) und lässt sich mit Siedlung bei Eschen übersetzen. Das Eschenblatt soll die Namensdeutung versinnbildlichen.

## Wirtschaft und Verkehr
Der Hauptwirtschaftsfaktor in der Gemeinde ist heute die Funktion als Pendlergemeinde. Der allgemeine landwirtschaftliche Strukturwandel hat nur noch wenige Betriebe überleben lassen. Es besteht eine Produktion von Weihnachtsbäumen und es existiert ein Dienstleister im GALA Bau.
Durch das Gemeindegebiet verläuft die Kreisstraße 60 des Kreises Steinburg. Sie zweigt in Warringholz von der schleswig-holsteinischen Landesstraße 127 ab. Südlich von Aasbüttel führt die Trasse der Bundesautobahn 23 (auch Westküstenautobahn genannt) zwischen Itzehoe und Heide durch die Gemeindegebiete von Agethorst und Bokelrehm.

## Söhne und Töchter der Stadt
- Claus Göttsche (1899–1945), Leiter des Judenreferats der Hamburger Gestapo
- Hans-Richard Hirschfeld (1900–1988), Botschafter
- Friedrich von Passow (1865–1929), Generalleutnant der Reichswehr